# Kurzbahnweltmeisterschaften 2008
| Kurzbahnweltmeisterschaften 2008 | Kurzbahnweltmeisterschaften 2008 |
| -------------------------------- | -------------------------------- |
| Veranstaltungsort                | Manchester                       |
| Teilnehmende Nationen            | 117                              |
| Teilnehmende Athleten            | 636 (248 F, 388 M)               |
| Entscheidungen                   | 40                               |
| Eröffnung                        | 9. April 2008                    |
| Abschluss                        | 13. April 2008                   |

| Medaillenspiegel | Medaillenspiegel             | Medaillenspiegel | Medaillenspiegel | Medaillenspiegel | Medaillenspiegel |
| Platz            | Land                         | G                | S                | B                | Gesamt           |
| ---------------- | ---------------------------- | ---------------- | ---------------- | ---------------- | ---------------- |
| 1                | USA                          | 10               | 6                | 1                | 17               |
| 2                | Australien                   | 8                | 9                | 2                | 19               |
| 3                | Niederlande                  | 4                | 4                | 1                | 9                |
| 4                | Simbabwe                     | 4                | 0                | 1                | 5                |
| 5                | Vereinigtes Königreich       | 3                | 10               | 11               | 24               |
| 6                | Russland                     | 3                | 1                | 5                | 9                |
| 7                | Ukraine                      | 2                | 3                | 2                | 7                |
| 8                | Kroatien                     | 2                | 0                | 2                | 4                |
| 9                | Südafrika                    | 1                | 1                | 4                | 6                |
| 10               | Slowenien                    | 1                | 1                | 0                | 2                |
| 11               | Neuseeland Österreich        | 1                | 0                | 1                | 2                |
| 13               | Italien                      | 0                | 2                | 2                | 4                |
| 14               | Spanien                      | 0                | 1                | 2                | 3                |
| 15               | Finnland                     | 0                | 1                | 1                | 2                |
| 16               | Volksrepublik China Rumänien | 0                | 1                | 0                | 1                |
| 18               | Polen                        | 0                | 0                | 2                | 2                |
| 19               | Schweden                     | 0                | 0                | 1                | 1                |

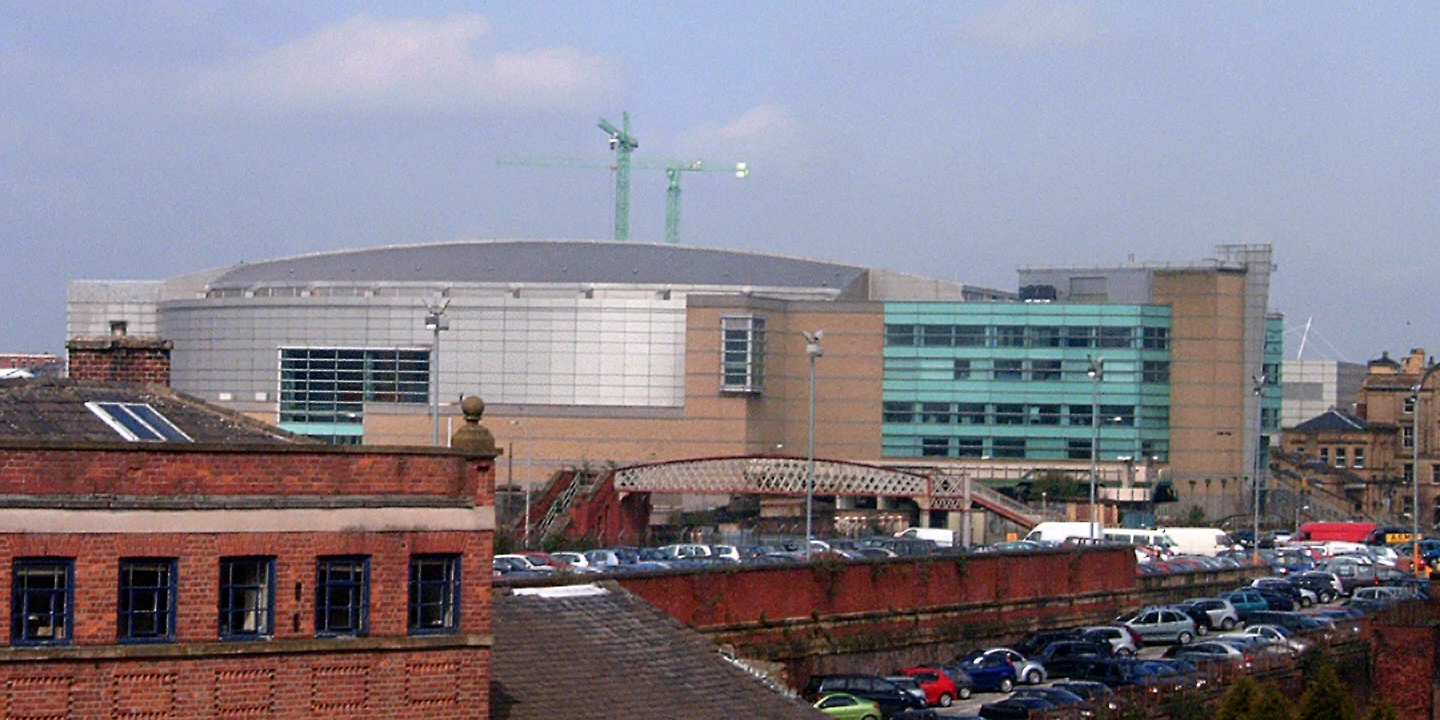
Manchester Evening News Arena

Die Kurzbahnweltmeisterschaften 2008 im Schwimmen fanden vom 9. bis 13. April 2008 in Manchester statt und wurden vom internationalen Schwimmverband FINA organisiert. Sie wurden direkt im Stadtzentrum in der Manchester Evening News Arena, die normalerweise eine Konzerthalle ist, ausgetragen. Für die Weltmeisterschaften wurden auf dem Boden der Halle zwei temporäre 25-Meter-Schwimmbecken (eines für die Wettkämpfe und eines zum Aufwärmen) aufgebaut, die mit zwei Millionen Litern Wasser gefüllt wurden. An den Weltmeisterschaften nahmen 636 Athleten aus 117 Nationen teil.
Die vom 8. bis 24. August stattfindenden 29. Olympischen Sommerspiele in Peking waren der Grund, dass viele Spitzenathleten einiger Nationen die Reise nach Manchester nicht antraten, da sich diese ideal für Peking vorbereiten wollten. So fehlten unter anderem Alain Bernard ( FRA), Arkadi Wjattschanin ( RUS), László Cseh ( HUN), Eamon Sullivan, Grant Hackett (beide  AUS), Michael Phelps, Aaron Peirsol, Brendan Hansen, Ian Crocker (alle  USA) bei den Männern und Laure Manaudou ( FRA), Federica Pellegrini ( ITA), Jana Klotschkowa ( UKR), Anastassija Sujewa ( RUS), Flavia Rigamonti ( SUI), Lisbeth Trickett, Stephanie Rice, Sophie Edington, Emily Seebohm, Jessicah Schipper, Leisel Jones (alle  AUS), Kate Ziegler, oder Natalie Coughlin (beide  USA) bei den Frauen.
Auch die chinesische Mannschaft war im Hinblick auf die Olympischen Spiele im eigenen Land nur schlecht besetzt nach Manchester gefahren.
Weiters waren beinahe alle deutschen Spitzenschwimmsportler diesen Kurzbahnweltmeisterschaften ferngeblieben, da sie sich für die 120. Deutschen Schwimmmeisterschaften, vom 18. bis zum 23. April, vorbereiteten. Die bei den Deutschen Meisterschaften geschwommenen Zeit entschieden gleichzeitig über die Olympiaqualifikation.
Trotz alledem fielen bei diesen Weltmeisterschaften nicht weniger als 17 Welt-, 20 Europa- und 9 weitere Weltmeisterschaftsrekorde.
Hauptverantwortlich für diese Rekordflut ist der neue, erst im Februar 2008 vorgestellte, Schwimmanzug LZR-Racer des australischen Schwimmartikel-Herstellers Speedo. Von der Einführung des Schwimmanzuges am 13. Februar 2008, bis zum 1. April 2008 wurden bei den 28 der 29 neu geschwommenen Weltrekorde der neue LZR-Racer verwendet. Die FINA bestätigte außerdem während dieser Wettkämpfe die Zulässigkeit des neuen Anzuges und erteilte somit den protestierenden, anderen Schwimmartikel-Herstellern eine Abfuhr.
Die großen Stars bei diesen Weltmeisterschaften waren Ryan Lochte ( USA), mit 4 Gold- und 2 Silbermedaillen bei den Männern und Kirsty Coventry ( ZIM) mit 4 Gold- und einer Bronzemedaille bei den Frauen. Sie führte Simbabwe im Alleingang auf den 4. Platz im Medaillenspiegel.
Nebenbei genoss der 38-jährige britische Schwimmstar Mark Foster, der eigentlich schon nach den Kurzbahneuropameisterschaften 2006 in Helsinki seinen Rücktritt erklärt hatte, besondere Beachtung. Er gewann die Silbermedaille über 50 Meter Freistil.
Außerdem wurde während dieser Weltmeisterschaften entschieden, dass die Kurzbahnweltmeisterschaften 2010 in Dubai und die Kurzbahnweltmeisterschaften 2012 in Istanbul stattfinden sollen.

## Zeichenerklärung
- WR – Weltrekord
- ER – Europarekord
- CR – Weltmeisterschaftsrekord (Championshipsrecord)

## Schwimmen Männer

### Freistil

#### 50 m Freistil
Finale am 11. April
| Platz | Land            | Athlet           | Zeit        |
| ----- | --------------- | ---------------- | ----------- |
| 1     | Kroatien        | Duje Draganja    | 00:20,81 WR |
| 2     | Verein. Königr. | Mark Foster      | 00:21,31    |
| 3     | Südafrika       | Gerhard Zandberg | 00:21,33    |
| 4     | USA             | Ryan Lochte      | 00:21,44    |
| 5     | Argentinien     | Jose Meolans     | 00:21,48    |
| 6     | Australien      | Grant Brits      | 00:21,68    |
| 7     | Slowenien       | Jernej Godec     | 00:21,74    |
| 8     | USA             | Bryan Lundquist  | 00:21,77    |

#### 100 m Freistil
Finale am 13. April
| Platz | Land        | Athlet          | Zeit        |
| ----- | ----------- | --------------- | ----------- |
| 1     | USA         | Nathan Adrian   | 00:46,67 CR |
| 2     | Italien     | Filippo Magnini | 00:46,70    |
| 3     | Kroatien    | Duje Draganja   | 00:46,83    |
| 4     | Argentinien | Jose Meolans    | 00:47,54    |
| 5     | Algerien    | Nabil Kebbab    | 00:47,60    |
| 6     | Niederlande | Mitja Zastrow   | 00:47,98    |
| 7     | USA         | Bryan Lundquist | 00:47,01    |
| 8     | Brasilien   | Silva Fernando  | 00:47,19    |

#### 200 m Freistil
Finale am 9. April
| Platz | Land            | Athlet                | Zeit     |
| ----- | --------------- | --------------------- | -------- |
| 1     | Australien      | Kenrick Monk          | 01:43,46 |
| 2     | Australien      | Kirk Palmer           | 01:43,50 |
| 3     | Italien         | Massimiliano Rosolino | 01:44,23 |
| 4     | Russland        | Alexander Suchorukow  | 01:44,28 |
| 5     | Italien         | Filippo Magnini       | 01:44,33 |
| 6     | Brasilien       | Rodrigo Castro        | 01:45,33 |
| 7     | Verein. Königr. | David Carry           | 01:46,29 |
| 8     | Lettland        | Romans Miloslavskis   | 01:46,65 |

#### 400 m Freistil
Finale am 11. April
| Platz | Land            | Athlet                | Zeit        |
| ----- | --------------- | --------------------- | ----------- |
| 1     | Russland        | Juri Prilukow         | 03:37,35 ER |
| 2     | Italien         | Massimiliano Rosolino | 03:39,60    |
| 3     | Verein. Königr. | Robert Renwick        | 03:40,22    |
| 4     | Verein. Königr. | David Carry           | 03:40,51    |
| 5     | Russland        | Nikita Lobintzew      | 03:42,10    |
| 6     | Italien         | Emiliano Brembilla    | 03:42,10    |
| 7     | Australien      | Nicholas Sprenger     | 03:43,17    |
| 8     | USA             | Robert Margalis       | 03:45,31    |

#### 1500 m Freistil
Finale am 13. April
| Platz | Land            | Athlet              | Zeit        |
| ----- | --------------- | ------------------- | ----------- |
| 1     | Russland        | Juri Prilukow       | 14:22,98 CR |
| 2     | Verein. Königr. | David Davies        | 14:36,30    |
| 3     | Polen           | Mateusz Sawrymowicz | 14:43,37    |
| 4     | USA             | Larsen Jensen       | 14:44,21    |
| 5     | Russland        | Nikita Lobintzew    | 14:50,13    |
| 6     | Polen           | Przemysław Stańczyk | 14:52,64    |
| 7     | USA             | Robert Margalis     | 14:56,45    |
| 8     | Verein. Königr. | Michael Unsworth    | 15:12,03    |

### Schmetterling

#### 50 m Schmetterling
Finale am 12. April
| Platz | Land            | Athlet               | Zeit        |
| ----- | --------------- | -------------------- | ----------- |
| 1     | Australien      | Adam Pine            | 00:22,78    |
| 2     | Ukraine         | Serhij Breus         | 00:22,86 ER |
| 3     | Russland        | Jewgeni Korotyschkin | 00:22,94    |
| 4     | Venezuela       | Albert Subirats      | 00:22,96    |
| 5     | Verein. Königr. | Mark Foster          | 00:23,04    |
| 6     | Deutschland     | Johannes Dietrich    | 00:23,05    |
| 7     | Kroatien        | Mario Todorović      | 00:23,23    |
| 8     | Australien      | Christopher Wright   | 00:23,28    |

#### 100 m Schmetterling
Finale am 10. April
| Platz | Land       | Athlet           | Zeit        |
| ----- | ---------- | ---------------- | ----------- |
| 1     | Slowenien  | Peter Mankoč     | 00:50,04 CR |
| 2     | Australien | Adam Pine        | 00:50,54    |
| 3     | Russland   | Nikolai Skworzow | 00:50,78    |
| 4     | Venezuela  | Albert Subirats  | 00:50,88    |
| 5     | Neuseeland | Moss Burmester   | 00:50,94    |
| 6     | Neuseeland | Corney Swanepoel | 00:51,20    |
| 7     | Spanien    | Rafael Muñoz     | 00:51,86    |
| 8     | Kenia      | Jason Dunford    | 00:52,18    |

#### 200 m Schmetterling
Finale am 13. April
| Platz | Land         | Athlet               | Zeit     |
| ----- | ------------ | -------------------- | -------- |
| 1     | Neuseeland   | Moss Burmester       | 01:51,05 |
| 2     | Russland     | Nikolai Skworzow     | 01:51,83 |
| 3     | Polen        | Paweł Korzeniowski   | 01:52,25 |
| 4     | Griechenland | Ioannis Drymonakos   | 01:52,68 |
| 5     | USA          | Nicholas Walkotten   | 01:53,02 |
| 6     | Rumänien     | Ioan Stefan Gherghel | 01:53,91 |
| 7     | Bahamas      | Jeremy Knowels       | 01:54,31 |
| 8     | Russland     | Maxim Ganikhin       | 01:55,45 |

### Rücken

#### 50 m Rücken
Finale am 12. April
| Platz | Land                | Athlet           | Zeit     |
| ----- | ------------------- | ---------------- | -------- |
| 1     | USA                 | Peter Marshall   | 00:23,49 |
| 2     | Verein. Königr.     | Liam Tancock     | 00:23,53 |
| 3     | Australien          | Ashley Delaney   | 00:23,57 |
| 4     | Deutschland         | Thomas Rupprath  | 00:23,65 |
| 5     | Südafrika           | Gerhard Zandberg | 00:23,70 |
| 6     | USA                 | Randall Bal      | 00:23,73 |
| 7     | Volksrepublik China | Xiaolei Sun      | 00:23,82 |
| 8     | Venezuela           | Albert Subirats  | 00:23,94 |

#### 100 m Rücken
Finale am 10. April
| Platz | Land            | Athlet                  | Zeit     |
| ----- | --------------- | ----------------------- | -------- |
| 1     | Verein. Königr. | Liam Tancock            | 00:50,14 |
| 2     | USA             | Randall Bal             | 00:50,42 |
| 3     | Russland        | Stanislaw Donez         | 00:50,53 |
| 4     | Österreich      | Markus Rogan            | 00:50,61 |
| 5     | Australien      | Ashley Delaney          | 00:50,71 |
| 6     | Spanien         | Aschwin Wildeboer Faber | 00:50,96 |
| 7     | Brasilien       | Guilherme Guido         | 00:51,04 |
| 8     | Australien      | Robert Hurley           | 00:51,19 |

#### 200 m Rücken
Finale am 13. April
| Platz | Land            | Athlet                  | Zeit        |
| ----- | --------------- | ----------------------- | ----------- |
| 1     | Österreich      | Markus Rogan            | 01:47,84 WR |
| 2     | USA             | Ryan Lochte             | 01:47,91    |
| 3     | Russland        | Stanislaw Donez         | 01:50,45    |
| 4     | Australien      | Ashley Delaney          | 01:50,49    |
| 5     | Spanien         | Aschwin Wildeboer Faber | 01:51,36    |
| 6     | Verein. Königr. | Gregor Tait             | 01:51,66    |
| 7     | USA             | Rendall Bal             | 01:52,05    |
| 8     | Brasilien       | Lucas Salatta           | 01:53,41    |

### Brust

#### 50 m Brust
Finale am 11. April
| Platz | Land        | Athlet                | Zeit     |
| ----- | ----------- | --------------------- | -------- |
| 1     | Ukraine     | Oleh Lissohor         | 00:26,46 |
| 2     | USA         | Mark Gangloff         | 00:26,54 |
| 3     | Südafrika   | Cameron van der Burgh | 00:26,67 |
| 4     | Italien     | Alessandro Terrin     | 00:26,79 |
| 5     | Niederlande | Robin van Aggele      | 00:26,88 |
| 6     | Slowenien   | Damir Dugonjič        | 00:27,08 |
| 7     | Südafrika   | Gerhard Zandberg      | 00:27,19 |
| 8     | Norwegen    | Alexander Dale Ön     | 00:27,33 |

#### 100 m Brust
Finale am 10. April
| Platz | Land            | Athlet                | Zeit        |
| ----- | --------------- | --------------------- | ----------- |
| 1     | Ukraine         | Ihor Boryssyk         | 00:57,74 CR |
| 2     | Südafrika       | Cameron van der Burgh | 00:57,92    |
| 3     | Ukraine         | Oleh Lissohor         | 00:58,08    |
| 4     | Norwegen        | Alexander Dale Ön     | 00:58,14    |
| 4     | USA             | Mark Gangloff         | 00:58,14    |
| 6     | Niederlande     | Robin Van Aggele      | 00:58,70    |
| 7     | Neuseeland      | Glenn Snyders         | 00:58,82    |
| 8     | Verein. Königr. | James Gibson          | 00:59,38    |

#### 200 m Brust
Finale am 11. April
| Platz | Land           | Athlet               | Zeit     |
| ----- | -------------- | -------------------- | -------- |
| 1     | Verein. Königr | Kristopher Gilchrist | 02:06,18 |
| 2     | Ukraine        | Ihor Boryssyk        | 02:06,21 |
| 3     | Südafrika      | William Diering      | 02:06,85 |
| 4     | Dänemark       | Chris Christensen    | 02:07,20 |
| 5     | Bulgarien      | Michail Aleksandrow  | 02:08,23 |
| 6     | Japan          | Kyosuke Yonehara     | 02:07,63 |
| 7     | USA            | Ryan Hurley          | 02:09,53 |
| 8     | Österreich     | Maxim Podoprigora    | 02:10,82 |

### Lagen

#### 100 m Lagen
Finale am 13. April
| Platz | Land                | Athlet            | Zeit     |
| ----- | ------------------- | ----------------- | -------- |
| 1     | USA                 | Ryan Lochte       | 51,15 WR |
| 2     | Slowenien           | Peter Mankoč      | 52,21 ER |
| 3     | Verein. Königr.     | Liam Tancock      | 52,22    |
| 4     | Australien          | Leith Brodie      | 53,07    |
| 5     | Italien             | Christian Galenda | 53,33    |
| 6     | Niederlande         | Robin van Aggele  | 53,40    |
| 7     | Südafrika           | Gerhard Zandberg  | 53,54    |
| 8     | Trinidad und Tobago | George Bovell     | 54,03    |

#### 200 m Lagen
Finale am 11. April
| Platz | Land            | Athlet         | Zeit        |
| ----- | --------------- | -------------- | ----------- |
| 1     | USA             | Ryan Lochte    | 01:51,56 WR |
| 2     | Verein. Königr. | Liam Tancock   | 01:53,10    |
| 3     | Verein. Königr. | James Goddard  | 01:55,15    |
| 4     | Australien      | Leith Brodie   | 01:55,91    |
| 5     | Österreich      | Dinko Jukić    | 01:56,06    |
| 6     | Bahamas         | Jeremy Knowles | 01:56,78    |
| 7     | Portugal        | Diogo Carvalho | 01:57,67    |
| 8     | Neuseeland      | Dean Kent      | 01:57,90    |

#### 400 m Lagen
Finale am 10. April
| Platz | Land            | Athlet             | Zeit     |
| ----- | --------------- | ------------------ | -------- |
| 1     | USA             | Ryan Lochte        | 04:03,21 |
| 2     | USA             | Robert Margalis    | 04:03,74 |
| 3     | Österreich      | Dinko Jukić        | 04:06,40 |
| 4     | Verein. Königr. | Euan Dale          | 04:06,97 |
| 5     | Polen           | Łukasz Wójt        | 04:08,88 |
| 6     | Verein. Königr. | Thomas Haffield    | 4:09,83  |
| 7     | Russland        | Alexander Tichonow | 04:10,39 |

Der im Wettbewerb drittplatzierte Ioannis Drymonakos (4:05,11 min) wurde durch den positiven Befund einer Trainingsdopingkontrolle von Anfang März 2008 später disqualifiziert, wodurch Dinko Jukic nachträglich die Bronzemedaille zuerkannt wurde.

### Staffel

#### Staffel 4 × 100 m Freistil
Finale am 9. April
| Platz | Land            | Athleten                                                                      | Zeit        |
| ----- | --------------- | ----------------------------------------------------------------------------- | ----------- |
| 1     | USA             | - Ryan Lochte - Bryan Lundquvist - Nathan Adrian - Doug Van Wie               | 03:08,44 WR |
| 2     | Niederlande     | - Robert Lijesen - Bas van Velthoven - Mitja Zastrow - Robin van Aggele       | 03:09,18 ER |
| 3     | Schweden        | - Petter Stymne - Stefan Nystrand - Lars Frölander - Marcus Piml              | 03:10,04    |
| 4     | Italien         | - Alessandro Calvi - Christian Galenda - Michele Santucci - Filippo Magnini   | 03:10,32    |
| 5     | Australien      | - Leith Brodie - Grant Brits - Kirk Palmer - Kenrick Monk                     | 03:11,18    |
| 6     | Verein. Königr. | - Ben Hockin - Craig Gibbons - Matthew Clay - Ross Davenport                  | 03:11,04    |
| 7     | Russland        | - Jewgeni Lagunow - Andrei Gretschin - Andrei Kapralow - Alexander Suchorukow | 03:12,18    |
| 8     | Brasilien       | - Rodrigo Castro - Fernando Silva - Lucas Salatta - Eduardo Deboni            | 03:13,03    |

#### Staffel 4 × 200 m Freistil
Finale am 9. April
| Platz | Land            | Athleten                                                                         | Zeit        |
| ----- | --------------- | -------------------------------------------------------------------------------- | ----------- |
| 1     | Australien      | - Kirk Palmer - Grant Brits - Nicholas Sprenger - Kenrick Monk                   | 06:55,65 CR |
| 2     | Verein. Königr. | - Robert Renwick - David Carry - Andrew Hunter - Ross Davenport                  | 06:56,52 ER |
| 3     | Italien         | - Emiliano Brembilla - Massimiliano Rosolino - Nicola Cassio - Filippo Magnini   | 06:58,39    |
| 4     | USA             | - Ryan Lochte - Robert Margalis - Larsen Jensen - Doug Van Wie                   | 07:00,19    |
| 5     | Russland        | - Nikita Lobintzew - Jewgeni Lagunow - Michail Polishchuk - Alexander Suchorukow | 07:01,72    |
| 6     | Niederlande     | - Olaf Wildeboer - Mitja Zastrow - Bas van Velthoven - Joost Reijns              | 07:03,22    |
| 7     | Portugal        | - Diogo Carvalho - Tiago Venancio - Duarte Mourao - Adriano Niz                  | 07:10,75    |
| 8     | Polen           | - Łukasz Gąsior - Michał Rokicki - Lukasz Giminski - Łukasz Wójt                 | 07:15,89    |

#### Staffel 4 × 100 m Lagen
Finale am 13. April
| Platz | Land            | Athleten                                                                        | Zeit        |
| ----- | --------------- | ------------------------------------------------------------------------------- | ----------- |
| 1     | Russland        | - Stanislaw Donez - Sergei Geibel - Jewgeni Korotyschkin - Alexander Suchorukow | 03:24,29 WR |
| 2     | USA             | - Randall Bal - Mark Gangloff - Ryan Lochte - Nathan Adrian                     | 03:24,38    |
| 3     | Neuseeland      | - Daniel Bell - Glenn Snyders - Corney Swanepoel - Cameron Gibson               | 03:27,15    |
| 4     | Australien      | - Ashley Delaney - Craig Calder - Adam Pine - Kenrick Monk                      | 03:27,51    |
| 5     | Verein. Königr. | - Liam Tancock - James Gibson - Michael Rock - Ben Hockin                       | 03:28,38    |
| 6     | Brasilien       | - Guilherme Guido - Felipe França Silva - Lucas Salatta - Fernando Silva        | 03:28,88    |
| 7     | Spanien         | - Aschwin Wildeboer Faber - Borja Iradier - Rafael Muñoz Pérez - Eduard Lorente | 03:29,04    |
| 8     | Niederlande     | - Bastiaan Tamminga - Robin Van Aggele - Joeri Verlinden - Robert Lljesen       | 03:30,08    |

## Schwimmen Frauen

### Freistil

#### 50 m Freistil
Finale am 13. April
| Platz | Land            | Athlet              | Zeit        |
| ----- | --------------- | ------------------- | ----------- |
| 1     | Niederlande     | Marleen Veldhuis    | 00:23,25 WR |
| 2     | Niederlande     | Hinkelien Schreuder | 00:23,83    |
| 3     | Verein. Königr. | Francesca Halsall   | 00:24,11    |
| 4     | USA             | Jessica Hardy       | 00:24,28    |
| 5     | Australien      | Alice Mills         | 00:24,46    |
| 6     | Polen           | Agata Korc          | 00:24,58    |
| 7     | Schweden        | Claire Hedenskog    | 00:24,66    |
| 8     | Finnland        | Hanna-Maria Seppälä | 00:24,68    |

#### 100 m Freistil
Finale am 11. April
| Platz | Land            | Athlet              | Zeit        |
| ----- | --------------- | ------------------- | ----------- |
| 1     | Niederlande     | Marleen Veldhuis    | 00:52,17 CR |
| 2     | Verein. Königr. | Francesca Halsall   | 00:52,76    |
| 3     | Finnland        | Hanna-Maria Seppälä | 00:52,94    |
| 4     | Schweden        | Josefin Lillhage    | 00:52,98    |
| 5     | USA             | Kara Denby          | 00:53,00    |
| 6     | Australien      | Shayne Reese        | 00:53,40    |
| 7     | Australien      | Alice Mills         | 00:53,60    |
| 8     | USA             | Emily Silver        | 00:53,64    |

#### 200 m Freistil
Finale am 13. April
| Platz | Land                | Athlet                        | Zeit     |
| ----- | ------------------- | ----------------------------- | -------- |
| 1     | Australien          | Kylie Palmer                  | 01:54,41 |
| 2     | Niederlande         | Femke Heemskerk               | 01:54,65 |
| 3     | Verein. Königr.     | Caitlin McClatchey            | 01:55,15 |
| 4     | Schweden            | Josefin Lillhage              | 01:55,88 |
| 5     | USA Verein. Königr. | Erin Rerilly Melanie Marshall | 01:56,10 |
| 7     | Volksrepublik China | Qianwei Zhu                   | 01:56,76 |
| 8     | USA                 | Mary Descenza                 | 01:57,78 |

#### 400 m Freistil
Finale am 11. April
| Platz | Land            | Athlet           | Zeit        |
| ----- | --------------- | ---------------- | ----------- |
| 1     | Australien      | Kylie Palmer     | 03:59,23 CR |
| 2     | Rumänien        | Camelia Potec    | 04:01,06    |
| 3     | Verein. Königr. | Joanne Jackson   | 04:01,11    |
| 4     | Australien      | Bronte Barratt   | 04:01,26    |
| 5     | Spanien         | Erika Villaécija | 04:02,89    |
| 6     | Südafrika       | Melissa Corfe    | 04:03,50    |
| 7     | Neuseeland      | Helen Norfolk    | 04:06,67    |
| 8     | USA             | Katie Carroll    | 04:06,80    |

#### 800 m Freistil
Finale am 10. April
| Platz | Land            | Athlet            | Zeit        |
| ----- | --------------- | ----------------- | ----------- |
| 1     | Verein. Königr. | Rebecca Adlington | 08:08,25 ER |
| 2     | Australien      | Kylie Palmer      | 08:12,32    |
| 3     | Spanien         | Erika Villaécija  | 08:13,93    |
| 4     | Rumänien        | Camelia Potec     | 08:17,08    |
| 5     | Italien         | Alessia Filippi   | 08:18,45    |
| 6     | Verein. Königr. | Joanne Jackson    | 08:18,87    |
| 7     | USA             | Katie Carroll     | 08:22,94    |
| 8     | Südafrika       | Kathryn Meaklim   | 08:25,53    |

### Schmetterling

#### 50 m Schmetterling
Finale am 11. April
| Platz | Land        | Athlet              | Zeit        |
| ----- | ----------- | ------------------- | ----------- |
| 1     | Australien  | Felicity Galvez     | 00:25,32 WR |
| 2     | Niederlande | Hinkelien Schreuder | 00:25,40    |
| 3     | Niederlande | Inge Dekker         | 00:25,60    |
| 4     | USA         | Rachel Komisarz     | 00:25,70    |
| 5     | Israel      | Anna Gostomelsky    | 00:25,74    |
| 6     | Frankreich  | Diane Bui Duyet     | 00:26,04    |
| 7     | Polen       | Agata Korc          | 00:26,15    |
| 8     | Kolumbien   | Carolina Colorado   | 00:26,72    |

#### 100 m Schmetterling
Finale am 13. April
| Platz | Land            | Athlet           | Zeit        |
| ----- | --------------- | ---------------- | ----------- |
| 1     | Australien      | Felicity Galvez  | 00:55,89 WR |
| 2     | USA             | Rachel Komisarz  | 00:56,32    |
| 3     | Verein. Königr. | Jemma Lowe       | 00:56,84    |
| 4     | Südafrika       | Mandy Loots      | 00:56,95    |
| 5     | Südafrika       | Lize Mari Retief | 00:57,32    |
| 6     | Niederlande     | Chantal Groot    | 00:57,73    |
| 7     | Israel          | Anna Gostomelsky | 00:58,02    |
| 8     | Verein. Königr. | Ellen Gandy      | 00:58,10    |

#### 200 m Schmetterling
Finale am 9. April
| Platz | Land                | Athlet          | Zeit     |
| ----- | ------------------- | --------------- | -------- |
| 1     | USA                 | Mary Descenza   | 02:04,27 |
| 2     | Australien          | Felicity Galvez | 02:04,90 |
| 3     | Verein. Königr.     | Jessica Dickons | 02:05,09 |
| 4     | Verein. Königr.     | Jemma Lowe      | 02:05,89 |
| 5     | Australien          | Samantha Hamill | 02:06,43 |
| 6     | Schweden            | Petra Granlund  | 02:07,07 |
| 7     | Volksrepublik China | Sinan Ha        | 02:08,33 |
| 8     | USA                 | Erin Reilly     | 02:09,12 |

### Rücken

#### 50 m Rücken
Finale am 13. April
| Platz | Land                | Athlet             | Zeit        |
| ----- | ------------------- | ------------------ | ----------- |
| 1     | Kroatien            | Sanja Jovanović    | 00:26,37 WR |
| 2     | Volksrepublik China | Chang Gao          | 00:26,70    |
| 3     | Ukraine             | Kateryna Zubkowa   | 00:26,81    |
| 4     | Israel              | Anna Gostomelsky   | 00:26,84    |
| 5     | Simbabwe            | Kirsty Coventry    | 00:26,85    |
| 6     | Australien          | Belinda Hocking    | 00:26,94    |
| 7     | Kanada              | Jennifer Carroll   | 00:27,37    |
| 8     | Verein. Königr.     | Elizabeth Simmonds | 00:27,79    |

#### 100 m Rücken
Finale am 10. April
| Platz | Land            | Athlet             | Zeit        |
| ----- | --------------- | ------------------ | ----------- |
| 1     | Simbabwe        | Kirsty Coventry    | 00:57,10 CR |
| 2     | Ukraine         | Kateryna Zubkova   | 00:57,15 ER |
| 3     | Kroatien        | Sanja Jovanović    | 00:57,80    |
| 4     | Australien      | Rachel Goh         | 00:57,83    |
| 5     | Australien      | Belinda Hocking    | 00:57,87    |
| 6     | USA             | Margaret Hoelzer   | 00:58,22    |
| 7     | Verein. Königr. | Elizabeth Simmonds | 00:58,28    |
| 8     | Israel          | Anna Gostomelsky   | 00:58,49    |

#### 200 m Rücken
Finale am 11. April
| Platz | Land            | Athlet             | Zeit        |
| ----- | --------------- | ------------------ | ----------- |
| 1     | Simbabwe        | Kirsty Coventry    | 02:00,91 WR |
| 2     | Verein. Königr. | Elizabeth Simmonds | 02:02,60 ER |
| 3     | USA             | Margaret Hoelzer   | 02:03,85    |
| 4     | Neuseeland      | Melissa Ingram     | 02:04,70    |
| 5     | Australien      | Meagen Nay         | 02:05,47    |
| 6     | Australien      | Frances Adcock     | 02:05,75    |
| 7     | USA             | Mary Descenza      | 02:06,14    |
| 8     | Ukraine         | Kateryna Zubkova   | 02:07,66    |

### Brust

#### 50 m Brust
Finale am 10. April
| Platz | Land                       | Athlet                       | Zeit        |
| ----- | -------------------------- | ---------------------------- | ----------- |
| 1     | USA                        | Jessica Hardy                | 00:29,58 WR |
| 2     | Verein. Königr. Australien | Kate Haywood Sarah Katsoulis | 00:30,35    |
| 4     | Neuseeland                 | Zoe Baker                    | 00:30,38    |
| 5     | Australien                 | Jade Edmistone               | 00:30,39    |
| 6     | Österreich                 | Mirna Jukić                  | 00:30,54    |
| 7     | Niederlande                | Jolijn van Valkengoed        | 00:31,10    |
| DSQ   | Russland                   | Julija Jefimowa              |             |

#### 100 m Brust
Finale am 12. April
| Platz | Land                | Athlet            | Zeit     |
| ----- | ------------------- | ----------------- | -------- |
| 1     | USA                 | Jessica Hardy     | 01:04,22 |
| 2     | Australien          | Jade Edmistone    | 01:04,93 |
| 3     | Südafrika           | Suzaan van Biljon | 01:05,38 |
| 4     | Australien          | Sarah Katsoulis   | 01:05,46 |
| 5     | Russland            | Julija Jefimowa   | 01:05,71 |
| 6     | Österreich          | Mirna Jukić       | 01:06,09 |
| 7     | Verein. Königr.     | Kate Haywood      | 01:06,35 |
| 8     | Volksrepublik China | Ye Sun            | 01:06,99 |

#### 200 m Brust
Finale am 13. April
| Platz | Land                | Athlet            | Zeit        |
| ----- | ------------------- | ----------------- | ----------- |
| 1     | Südafrika           | Suzaan van Biljon | 02:18,73 CR |
| 2     | Australien          | Sally Foster      | 02:20,11    |
| 3     | Russland            | Julija Jefimowa   | 02:20,48    |
| 4     | Volksrepublik China | Ye Sun            | 02:21,01    |
| 5     | Österreich          | Mirna Jukić       | 02:21,11    |
| 6     | Spanien             | Mireia Belmonte   | 02:21,65    |
| 7     | Russland            | Alena Alekseeva   | 02:22,46    |
| 8     | USA                 | Elizabeth Tinnon  | 02:24,35    |

### Lagen

#### 100 m Lagen
Finale am 11. April
| Platz | Land                | Athlet              | Zeit        |
| ----- | ------------------- | ------------------- | ----------- |
| 1     | Australien          | Shayne Reese        | 00:59,58    |
| 2     | Finnland            | Hanna-Maria Seppälä | 00:59,62 ER |
| 3     | Simbabwe            | Kirsty Coventry     | 00:59,77    |
| 4     | Belarus             | Swjatlana Chachlowa | 01:00,47    |
| 5     | Niederlande         | Femke Heemskerk     | 01:00,64    |
| 6     | Australien          | Kirsty Morrison     | 01:01,03    |
| 7     | Russland            | Darja Beljakina     | 01:01,09    |
| 8     | Volksrepublik China | Jiaxing Li          | 01:01,12    |

#### 200 m Lagen
Finale am 12. April
| Platz | Land                | Athlet             | Zeit        |
| ----- | ------------------- | ------------------ | ----------- |
| 1     | Simbabwe            | Kirsty Coventry    | 02:06,13 WR |
| 2     | Spanien             | Mireia Belmonte    | 02:07,46 ER |
| 3     | Verein. Königr.     | Hannah Miley       | 02:08,79    |
| 4     | Volksrepublik China | Jiaxing Li         | 02:09,15    |
| 5     | Verein. Königr.     | Elizabeth Simmonds | 02:09,24    |
| 6     | Neuseeland          | Helen Norfolk      | 02:10,17    |
| 7     | Volksrepublik China | Jing Liu           | 02:10,81    |
| 8     | USA                 | Emily Silver       | 02:10,90    |

#### 400 m Lagen
Finale am 9. April
| Platz | Land            | Athlet           | Zeit        |
| ----- | --------------- | ---------------- | ----------- |
| 1     | Simbabwe        | Kirsty Coventry  | 04:26,52 WR |
| 2     | Verein. Königr. | Hannah Miley     | 04:27,27 ER |
| 3     | Spanien         | Mireia Belmonte  | 04:27,55    |
| 4     | Südafrika       | Jessica Pengelly | 04:31,79    |
| 5     | Italien         | Alessia Filippi  | 04:33,56    |
| 6     | Neuseeland      | Helen Norfolk    | 04:34,36    |
| 7     | USA             | Julia Stupp      | 04:37,34    |
| 8     | Australien      | Jennifer Reilly  | 04:41,69    |

### Staffel

#### Staffel 4 × 100 m Freistil
Finale am 12. April
| Platz | Land                | Athleten                                                                    | Zeit        |
| ----- | ------------------- | --------------------------------------------------------------------------- | ----------- |
| 1     | Niederlande         | - Hinkelien Schreuder - Femke Heemskerk - Inge Dekker - Marleen Veldhuis    | 03:29,42 WR |
| 2     | Australien          | - Alice Mills - Shayne Reese - Kelly Stubbins - Angie Bainbridge            | 03:32,00    |
| 3     | Verein. Königr.     | - Francesca Halsall - Caitlin McClatchey - Julia Beckett - Melanie Marshall | 03:32,88    |
| 4     | Schweden            | - Ida Marko-Varga - Josefin Lillhage - Claire Hedenskog - Petra Granlund    | 03:34,64    |
| 5     | USA                 | - Jessica Hardy - Rachel Komisarz - Emily Silver - Kara Denby               | 03:34,96    |
| 6     | Volksrepublik China | - Dan Wang - Mengjiao Mi - Wenrui Zhu - Qianwei Zhu                         | 03:41,92    |
| 7     | Deutschland         | - Lisa Vitting - Franziska Jansen - Lena Celina Hiller - Christin Zenner    | 03:43,67    |
| 8     | Südafrika           | - Melissa Corfe - Lize Mari Retief - Jessica Pengelly - Kathryn Meaklim     | 03:45,27    |

#### Staffel 4 × 200 m Freistil
Finale am 9. April
| Platz | Land                | Athleten                                                                     | Zeit        |
| ----- | ------------------- | ---------------------------------------------------------------------------- | ----------- |
| 1     | Niederlande         | - Inge Dekker - Femke Heemskerk - Marleen Veldhuis - Ranomi Kromowidjojo     | 07:38,90 WR |
| 2     | Verein. Königr.     | - Joanne Jackson - Melanie Marshall - Caitlin McClatchey - Rebecca Adlington | 07:38,96    |
| 3     | Australien          | - Bronte Barratt - Angie Bainbridge - Kelly Stubbins - Kylie Palmer          | 07:39,01    |
| 4     | USA                 | - Mary Descenza - Margaret Hoelzer - Erin Reilly - Rachel Komisarz           | 07:45,58    |
| 5     | Volksrepublik China | - Qianwei Zhu - Sinan Ha - Jing Liu - Mengjiao Mi                            | 07:57,93    |
| 6     | Macau               | - Lok In Che - On Kei Lei - Man Wai Fong - Cheok Mei Ma                      | 08:52,55    |

- Da viele starke Nationen nicht teilnahmen, oder ihren Start zurückgezogen hatten (wie zum Beispiel:  Frankreich,  Schweden,  Deutschland,  Italien), war es möglich, dass  Macau im Finale über 4-mal 200 Meter Freistil schwimmen konnte, bzw. dass überhaupt nur 6 Bahnen belegt waren!

#### Staffel 4 × 100 m Lagen
Finale am 11. April
| Platz | Land                | Athleten                                                                       | Zeit        |
| ----- | ------------------- | ------------------------------------------------------------------------------ | ----------- |
| 1     | USA                 | - Margaret Hoelzer - Jessica Hardy - Rachel Komisarz - Kara Denby              | 03:51,36 WR |
| 2     | Australien          | - Rachel Goh - Sarah Katsoulis - Felicity Galvez - Alice Mills                 | 03:52,01    |
| 3     | Verein. Königr.     | - Elizabeth Simmonds - Kate Haywood - Jemma Lowe - Francesca Halsall           | 03:53,02 ER |
| 4     | Niederlande         | - Hinkelien Schreuder - Jolijn van Valkengoed - Inge Dekker - Marleen Veldhuis | 03:56,07    |
| 5     | Russland            | - Kseniya Moskvina - Julija Jefimowa - Darja Beljakina - Kira Volodina         | 03:58,38    |
| 6     | Volksrepublik China | - Chang Gao - Ye Sun - Wenwen Hong - Dan Wang                                  | 04:00,49    |
| 7     | Südafrika           | - Melissa Corfe - Suzaan van Biljon - Mandy Loots - Lize Mari Retief           | 04:00,73    |
| 8     | Japan               | - Ryo Sawada - Kahori Sato - Yuki Miyatake - Eriko Mashima                     | 04:07,99    |